# 本境坊

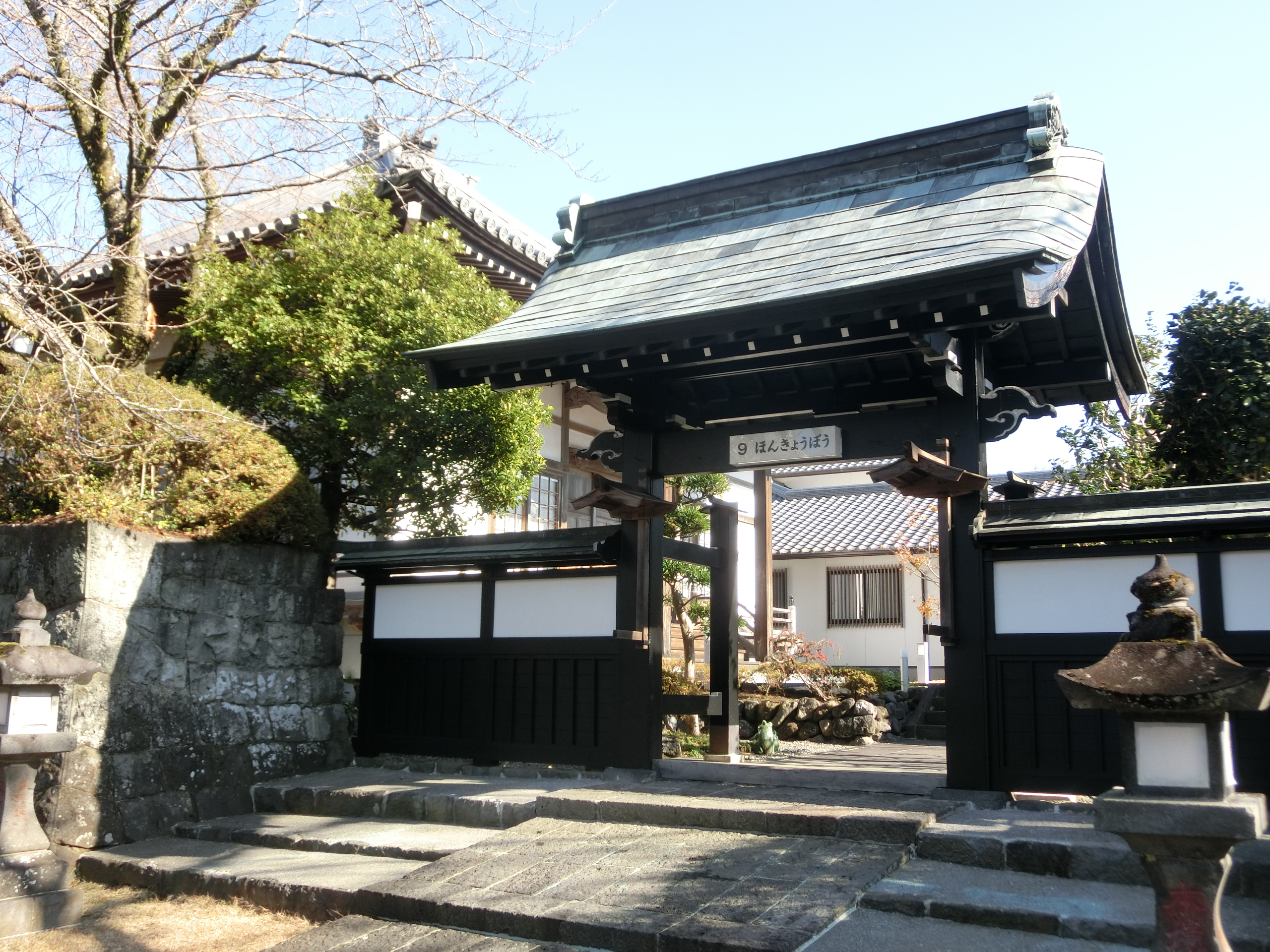
本境坊

本境坊（ほんきょうぼう）は、日蓮正宗総本山大石寺の塔中坊の一つ。表塔中にある。

## 歴史
- 1321年（元亨元年） - 第2祖日興の弟子である治部公日延を開基として建立される。
- 1908年（明治41年）10月30日 - 後の第63世日満が住職となる。
- 1924年（大正13年）10月31日 - 焼失し、1927年に再興される。
- 1930年（昭和5年）6月4日 - 再度焼失し、翌1931年（昭和6年）6月25日に再興される。再興にあわせて1931年（昭和6年）2月に60世日開が現在の本堂安置の板本尊を書写。
- 2008年（平成20年）8月26日 - 立正安国論正義顕揚750年記念局総本山総合整備事業の一環として改築される。